# Margareta Beckman
Ingeborg Margareta Beckman, född Thorhag den 7 december 1934 i Göteborgs Kristine församling, Göteborgs och Bohus län, är en svensk bibliotekarie, författare och översättare.
Margareta Beckman var chef för Krigsarkivets bibliotek 1989–1999. Hon är sedan 1990-talet ledamot av styrelsen för stiftelsen Svenskt Militärhistoriskt Bibliotek och ledamot av Svenska militärhistoriska kommissionen (svenska avdelningen av Commission Internationale d’Histoire Militaire). Hon har skrivit flera fackböcker inom historia och är också verksam som översättare.